# Cases Riera
Cases Riera és una obra d'Arenys de Mar (Maresme) inclosa en l'Inventari del Patrimoni Arquitectònic de Catalunya.

## Descripció
Es tracta de dues cases bessones de tres plantes i composició simètrica, construïdes entre els anys 1921 i 1925, inspirades en l'arquitectura civil del gòtic català. Els portals d'entrada son amb arcada de mig punt i dues columnetes exemptes, més endins hi ha una altra porta amb vidres plomats. Al segon pis hi ha unes golfes amb porxos de columnetes i arquets de mig punt i un gran ràfec de protecció, de la façana. Les cobertures són amb guardapols d'estil goticitzant. Al primer pis hi ha balcons. Estan situades a la part alta de la riera i destaquen pel seu volum i qualitat.